# Juan Manuel Fangio
Juan Manuel Fangio, född 24 juni 1911 i Balcarce i provinsen Buenos Aires, Argentina död 17 juli 1995 i Buenos Aires, Argentina var en argentinsk racerförare.

## Karriär

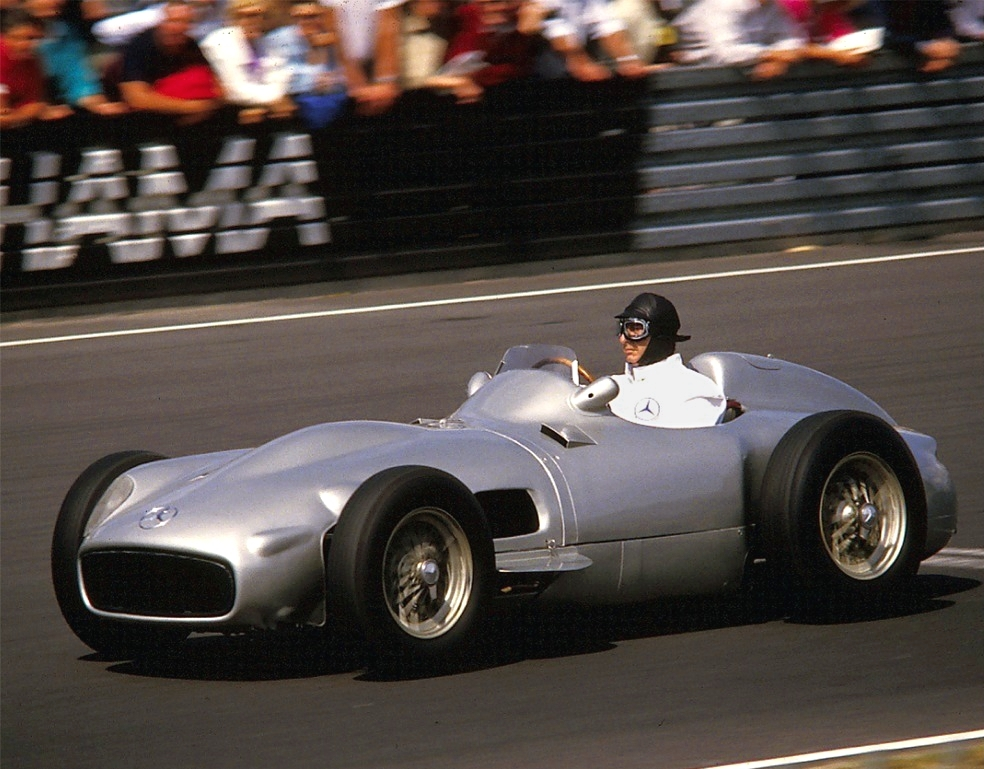
Juan Manuel Fangio i en Mercedes W 196 under Oldtimers GP på Nürburgring 1986.

Fangio var en av pionjärerna inom formel 1. Han blev under åtta säsonger på 1950-talet världsmästare fem gånger och tvåa två gånger. Fangio vann VM-titeln 1951, 1954, 1955, 1956 och 1957.
1956 blev Fangio världsmästare i Ferrari efter att ha ersatt stallets försteförare Alberto Ascari, som omkom året innan.
Fangio körde sitt sista lopp i Frankrikes Grand Prix 1958. Han drog sig sedan tillbaka från Formel 1. Han vann sammanlagt 24 Grand Prix på 52 starter, vilket gav honom en segerprocent på 46,15%, den högsta i sportens historia..
Fangio blev för sina insatser invald i International Motorsports Hall of Fame 1990.

## Död
Fangio avled den 17 juli 1995 i Buenos Aires, på grund av njursvikt och lunginflammation. Han blev 84 år gammal.

## F1-karriär
| Säsong                | Stall/Tillverkare                 | Placering             | Lopp | Poäng | Etta | Tvåa | Trea | Pole | Varv |
| --------------------- | --------------------------------- | --------------------- | ---- | ----- | ---- | ---- | ---- | ---- | ---- |
| 1950                  | Alfa Romeo                        | 2                     | 6    | 27    | 3    |      |      | 4    | 3    |
| 1951                  | Alfa Romeo                        | 1                     | 7    | 31    | 3    | 2    |      | 4    | 5    |
| 1953                  | Maserati                          | 2                     | 8    | 28    | 1    | 3    |      | 2    | 2    |
| 1954                  | Maserati Mercedes-Benz            | 1                     | 2 6  | 17 25 | 2 4  |      | 1    | 1 4  | 1 2  |
| 1955                  | Mercedes-Benz                     | 1                     | 6    | 40    | 4    | 1    |      | 3    | 3    |
| 1956                  | Ferrari                           | 1                     | 7    | 30    | 3    | 2    |      | 6    | 4    |
| 1957                  | Maserati                          | 1                     | 3    | 40    | 4    | 2    |      | 4    | 2    |
| 1958                  | Scuderia Sud Americana (Maserati) | 14                    | 2    | 7     |      |      |      | 1    | 1    |
| Sammanlagt 9 säsonger | Sammanlagt 9 säsonger             | Sammanlagt 9 säsonger | 52   | 245   | 24   | 10   | 1    | 29   | 23   |

| 1. Monaco 1950 2. Belgien 1950 3. Frankrike 1950 4. Schweiz 1951 5. Frankrike 1951 6. Spanien 1951 7. Italien 1953 8. Argentina 1954 9. Belgien 1954 10. Frankrike 1954 11. Tyskland 1954 12. Schweiz 1954 13. Italien 1954 14. Argentina 1955 15. Belgien 1955 16. Nederländerna 1955 17. Italien 1955 18. Argentina 1956 19. Storbritannien 1956 20. Tyskland 1956 21. Argentina 1957 22. Monaco 1957 23. Frankrike 1957 24. Tyskland 1957 |

| 1. Storbritannien 1951 2. Tyskland 1951 3. Frankrike 1953 4. Storbritannien 1953 5. Tyskland 1953 6. Storbritannien 1955 7. Monaco 1956 8. Italien 1956 9. Pescara 1957 10. Italien 1957 |

| 1. Monaco 1950 2. Schweiz 1950 3. Frankrike 1950 4. Italien 1950 5. Schweiz 1951 6. Belgien 1951 7. Frankrike 1951 8. Italien 1951 9. Belgien 1953 10. Schweiz 1953 11. Belgien 1954 12. Frankrike 1954 13. Storbritannien 1954 14. Tyskland 1954 15. Italien 1954 16. Monaco 1955 17. Nederländerna 1955 18. Italien 1955 19. Argentina 1956 20. Monaco 1956 21. Belgien 1956 22. Frankrike 1956 23. Tyskland 1956 24. Italien 1956 25. Monaco 1957 26. Frankrike 1957 27. Tyskland 1957 28. Pescara 1957 29. Argentina 1958 |

| 1. Monaco 1950 2. Frankrike 1950 3. Italien 1950 4. Schweiz 1951 5. Belgien 1951 6. Frankrike 1951 7. Tyskland 1951 8. Spanien 1951 9. Frankrike 1953 10. Italien 1953 11. Belgien 1954 12. Storbritannien 1954 13. Schweiz 1954 14. Argentina 1955 15. Monaco 1955 16. Belgien 1955 17. Argentina 1956 18. Monaco 1956 19. Frankrike 1956 20. Tyskland 1956 21. Monaco 1957 22. Tyskland 1957 23. Argentina 1958 |